# Велье (озеро, Рязанская область)
Велье — левобережная старица среднего течения Оки в Рязанском районе Рязанской области России. Восточная часть акватории озера располагается на территории Мурминского сельского поселения, западная — на территории Дубровического сельского поселения.
Гидроним Велье соотносят с мордовским словом веле — «деревня», подразумевая значение «деревенское»; также допускается возможность балтийского (лит. Velupys, Veliuonis, Veliuona) или древнерусского (велий — «большой, великий») происхождения названия озера.
Велье вытянуто с северо-запада на юго-восток, параллельно Оке. Уровень уреза воды находится на высоте 92 м над уровнем моря. Сообщается с соседними озёрами — Долгое, Орелево, Ключик, через протоку на западе с озером Вайшное и Окой.
Длина — 9,6 км. Максимальная ширина — 350 м. Площадь водоема составляет 1,3 км².
С северной стороны к озеру прилегают: село Алеканово и посёлок Мурмино.
Озеро является объектом рыбохозяйственного значения Волжско-Каспийского рыбохозяйственного бассейна. 2,5 га акватории к западу от крайних домов села Алеканово занимает нерестовый участок.